# BNSF Railway
BNSF Railway (AAR oznaka BNSF) je drugo največje železniško podjetje (za Union Pacific Railroad) v Severni Ameriki.
Podjetje je bilo ustanovljeno 31. decembra 1996 z združitvijo podjetij Atchison, Topeka and Santa Fe Railway in Burlington Northern Railroad; novo ime je bilo Burlington Northern and Santa Fe Railway. 24. januarja 2005 so uradno spremenili ime podjetja v BNSF Railway.
BNSF Railway je hčerinsko podjetje korporacije Burlington Northern Santa Fe Corporation. Podjetje na letni osnovi prevozi največ žita v ZDA v primerjavi z ostalimi ameriškimi podjetji in toliko premoga, da bi lahko ustvarili 10 % celotne električne proizvodnje v ZDA.
Podjetje trenutno ima v lasti 38.624 km glavnih prog, skupaj s stranskimi progami pa 80.467 km. Le-te potekajo po ozemlju 27 ameriških zveznih držav: Alabama, Arizona, Arkansas, Kalifornija, Kolorado, Idaho, Illinois, Iowa, Kansas, Louisiana, Minnesota, Mississippi, Missouri, Montana, Nebraska, Nevada, Nova Mehika, Severna Dakota, Oklahoma, Oregon, Južna Dakota, Tennessee, Teksas, Utah, Washington, Wisconsin in Wyoming) in dveh kanadskih provinc (Britanska Kolumbija in Manitoba).